# Bechtolsheim
Le village-rue de Bechtolsheim (Rheinhessen) est une municipalité de l'arrondissement d'Alzey-Worms, en Rhénanie-Palatinat (Allemagne).

## Communes voisines
- Biebelnheim
- Gau-Odernheim
- Undenheim
- Gabsheim

## Histoire

### Histoire antique
On a retrouvé des habitats de type villa rustica (les demeures rurales italiques) à quatre endroits à l'intérieur des limites communales. On a trouvé des lampes à huile romains et des pièces de monnaie à Bechtolsheim, témoignages des premiers siècles, à l'époque de l'empereur romain Marc Aurèle et Constantin le Grand.

### Histoire médiévale
Bechtolsheim est situé dans un cadre idyllique en Hesse rhénane. Ses vignobles ont été mentionnés, pour la première fois le VIIIe siècle avec une donation à l'Abbaye et Altenmünster de Lorsch et aussi à l'abbaye de Fulda. D´après les anciens documents, Armsheim était une fondation de Francs ripuaires après la bataille de Tolbiac. Le fondateur était le franc Bertholf ou Beratholf. Les seigneurs de Bolanden sont les seigneurs de domaine impérial. Les cohéritiers de Bechtolsheim («Ganerben», en ancien allemand «ganarpeo») sont membres d'une communauté d'héritiers qui cohabitent sur un bien hérité divisé, depuis le 13 novembre 1270.

## Bâtiments, Places et autres Monuments
- Mairie de 1592 avec des arcades

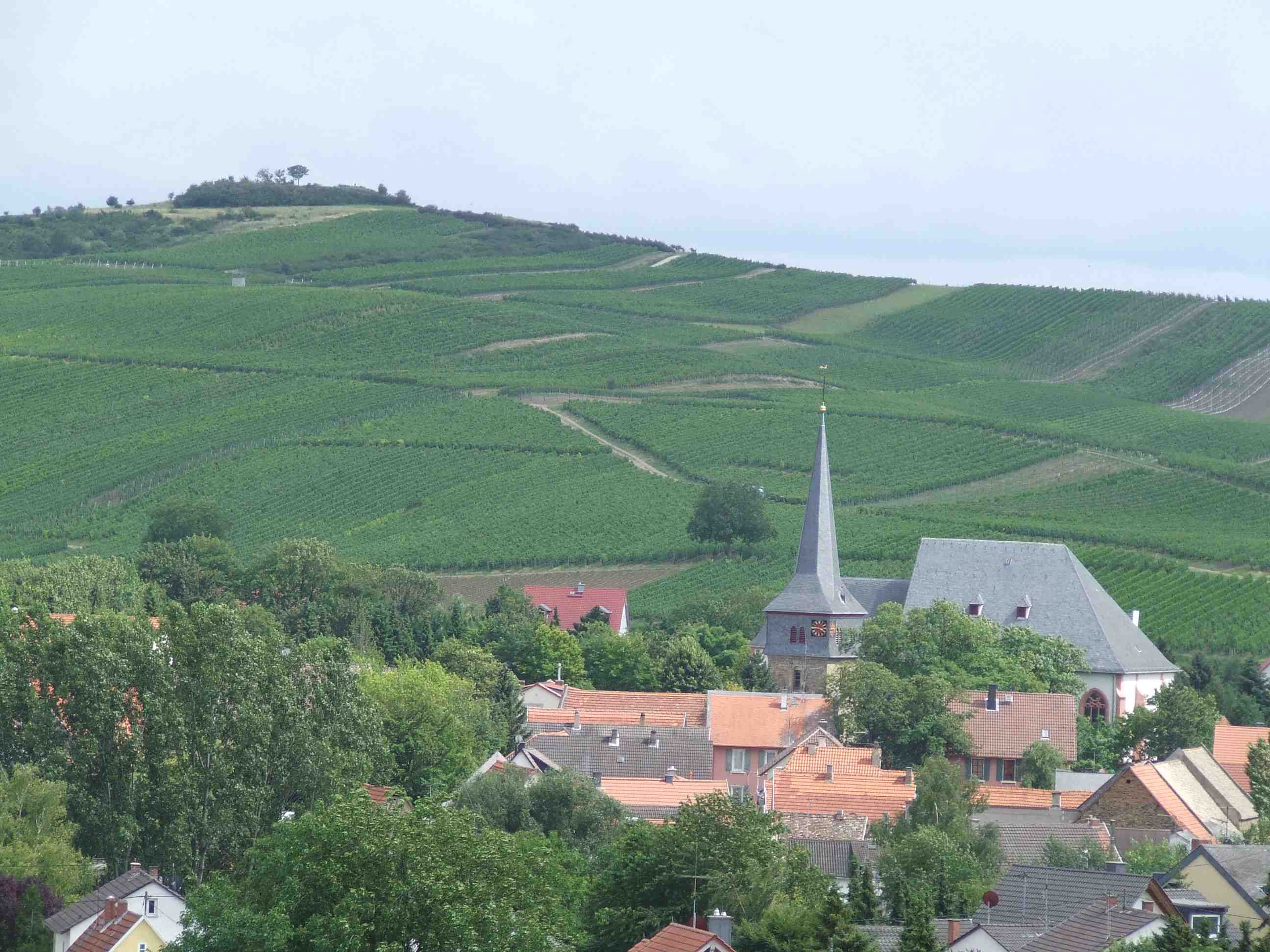
Église simultanée devant le Petersberg

- Église simultanée dédiée à l'assomption et Christophe de Lycie. L'orgue de l'église fut fabriquée par la famille Stumm.

L'église renferme un précieux mobilier flamboyant : le banc d'église sculptés de 1496 par Erhart Falckener de Abensberg est l'un des rares bancs entièrement de style gothique flamboyant. Les couleurs originales restent celles de la décoration. Elles ont gardé leur polychromie et leurs inscriptions gothiques. Au total, il y a 30 banques avec les pommeaux octogonaux sculptés.
- Table fondeur d'une Wasserburg de la Maison de Dalberg

## Le vin de Bechtolsheim
Les vins dorés des crus Wingertstor, Sonnenberg, Homberg et Klosterberg fut partie des Großlage Petersberg des Domaine de Nierstein .

## Jumelage
- Patrimonio, Haute-Corse